# Площадь Ганди (Йоханнесбург)

Памятная табличка в память о капитуляции буров в 1900 году

Площадь Ганди (Йоханнесбург) (англ. Gandhi Square)  — площадь находится в Центральном деловом районе города Йоханнесбурга в Южно-Африканской республике. Она названа в честь политического деятеля и пацифиста, Махатма Ганди. Прежнее название площади Ван Дер Бейл.

## История
До 1900 года площадь имела название «Правительственная площадь». В 1900 году в ходе Второй англо-бурской войны Йоханнесбург был захвачен британскими войсками. На этой площади 31 мая 1900 года фельдмаршал Робертс принял капитуляцию города от коменданта Доктор Ф. Э. Т. Краузе. После этого Йоханнесбург вошёл в состав Британской империи, а площадь была переименована в Ван Дер Бейл. В 1893 году Махатма Ганди отправился работать в Южную Африку, столкнувшись здесь с расовой дискриминацией и именно в Южной Африке он сформировал свою гражданскую позицию. Кабинет Ганди, где он вёл свою адвокатскую практику, находился на перекрестке улиц Риссик и Андерсон неподалёку от площади. В начале 1990-х площадь Ван Дер Бейл находилась в ужасном состоянии, это был центр одного из самых нищих районов Йоханнесбурга. Тогда застройщик Джеральд Олитзики обратился к правительству с проектом по реконструкции площади. Хотя сначала проект был отклонён, в конечном итоге он осуществился при поддержке правительства. Строительство было закончено в 2002 году и обошлось правительству в 2 миллиона Южноафриканских рэндов. Местный автобусный вокзал также был реконструирован, а по сторонам площади построена сеть магазинов. Площадь охраняется круглосуточно, что делает её безопасной от увеличившейся после падения режима апартеида преступности.
В 2003 году на площади был установлен памятник Махатме Ганди.